# Chroniques criminelles
 (octobre 2021).
La mise en forme du texte ne suit pas les recommandations de Wikipédia : il faut le « wikifier ».
Les points d'amélioration suivants sont les cas les plus fréquents. Le détail des points à revoir est peut-être précisé sur la page de discussion.
- Les titres sont pré-formatés par le logiciel. Ils ne sont ni en capitales, ni en gras.
- Le texte ne doit pas être écrit en capitales (les noms de famille non plus), ni en gras, ni en italique, ni en « petit »…
- Le gras n'est utilisé que pour surligner le titre de l'article dans l'introduction, une seule fois.
- L'italique est rarement utilisé : mots en langue étrangère, titres d'œuvres, noms de bateaux, etc.
- Les citations ne sont pas en italique mais en corps de texte normal. Elles sont entourées par des guillemets français : « et ».
- Les listes à puces sont à éviter, des paragraphes rédigés étant largement préférés. Les tableaux sont à réserver à la présentation de données structurées (résultats, etc.).
- Les appels de note de bas de page (petits chiffres en exposant, introduits par l'outil «  Source ») sont à placer entre la fin de phrase et le point final[comme ça].
- Les liens internes (vers d'autres articles de Wikipédia) sont à choisir avec parcimonie. Créez des liens vers des articles approfondissant le sujet. Les termes génériques sans rapport avec le sujet sont à éviter, ainsi que les répétitions de liens vers un même terme.
- Les liens externes sont à placer uniquement dans une section « Liens externes », à la fin de l'article. Ces liens sont à choisir avec parcimonie suivant les règles définies. Si un lien sert de source à l'article, son insertion dans le texte est à faire par les notes de bas de page.
- La présentation des références doit suivre les conventions bibliographiques. Il est recommandé d'utiliser les modèles {{Ouvrage}}, {{Chapitre}}, {{Article}}, {{Lien web}} et/ou {{Bibliographie}}. Le mode d'édition visuel peut mettre en forme automatiquement les références.
- Insérer une infobox (cadre d'informations à droite) n'est pas obligatoire pour parachever la mise en page.

Pour une aide détaillée, merci de consulter Aide:Wikification.
Si vous pensez que ces points ont été résolus, vous pouvez retirer ce bandeau et améliorer la mise en forme d'un autre article.
Chroniques criminelles est une émission de télévision française consacrée aux faits divers et affaires judiciaires diffusée sur NT1 à partir du 26 octobre 2013. De sa création jusqu'en janvier 2019, l'émission est présentée par Magali Lunel. Depuis janvier 2019, l'émission est présentée par Julie Denayer. À partir du 4 septembre 2021, l'émission est présentée par Karine Ferri. L'émission est également disponible en podcast.
L'émission est diffusée le samedi soir (sauf en avril 2015 où elle est diffusée le mercredi soir) et le mardi soir. Les résumés de certains épisodes sont consultables sur le site internet de l'émission. L'émission est enregistrée sur les plateaux de tournage de la série policière RIS police scientifique. Chaque épisode est rediffusé de nombreuses fois dans les saisons suivantes. Chaque émission était divisée en trois reportages lors de la première saison, puis en deux reportages dans les saisons suivantes. Un reportage est constitué de reconstitutions, de témoignages et d'images d'archive. Certains reportages thématiques sont constitués d'une succession de plusieurs affaires en rapport avec le thème traité. De nombreux reportages de la première saison sont des rediffusions de l'émission Suspect numéro 1. À partir de la deuxième saison, les deuxièmes reportages des épisodes sont traduits de l'émission Murder Book diffusée sur Investigation Discovery.